# Mysidetes macrops
Mysidetes macrops är en kräftdjursart som beskrevs av O. Tattersall 1955. Mysidetes macrops ingår i släktet Mysidetes och familjen Mysidae. Inga underarter finns listade i Catalogue of Life.